# Halocoryza
Halocoryza is een geslacht van kevers uit de familie van de loopkevers (Carabidae). De wetenschappelijke naam van het geslacht is voor het eerst geldig gepubliceerd in 1919 door Alluaud.

## Soorten
Het geslacht Halocoryza omvat de volgende soorten:
- Halocoryza acapulcana Whitehead, 1966
- Halocoryza arenaria (Darlington, 1939)
- Halocoryza maindroni Alluaud, 1919
- Halocoryza whiteheadiana Erwin, 2011